# Термобія
Термобія (Thermobia) — рід щетинкохвостих комах родини лусочниць (Lepismatidae). Найвідомішим представником роду є термобія хатня (T. domestica), яку часто можна побачити в теплих закритих приміщеннях, таких як кухні, печі, пекарні, іноді витримуючи неймовірні температури.